# 维拉尔-杜皮涅鲁
维拉尔-杜皮涅鲁是葡萄牙波尔图区的一个堂区。总面积3.73平方公里，总人口2579人，人口密度691.4人/平方公里。